# Gulärla
Gulärla (Motacilla flava) är en fågel av familjen ärlor i ordningen tättingar. Den delas upp i en mängd underarter och dess systematik är omdiskuterad och komplicerad. Idag bryts ofta östliga beringärla med sina fyra underarter ut som en egen art. Arten häckar över stora delar av tempererade palearktiska landmassan. Gulärlan påminner om sädesärlan, både till formen och beteendet. Den adulta fågeln har övervägande gul undersida och olivfärgad till grå ovansida, där honans fjäderdräkt är mattare. Fjäderdräkten skiljer sig mycket mellan de många underarterna, speciellt vad gäller teckningen på huvudet.
Gulärlan är en insektsätare som mest uppträder i öppna biotoper och häckar ofta nära vatten. Under flyttning uppträder den på betesmark eller åkrar. Den placerar sitt bo på marken, väl dolt i vegetationen. Den lägger normalt fyra till åtta spräckliga ägg som mest ruvas i tolv till 13 dagar. Båda föräldrarna tar hand om ungarna som blir flygfärdiga efter 16-18 dagar. Arten minskar i antal men kategoriseras fortfarande som livskraftig (LC).

## Utseende
Gulärlan är till formen ganska lik sädesärlan och precis som sina släktingar vickar den ofta på den långa stjärten, som dock är den kortaste hos de europeiska ärlorna. Den mäter 15–16 cm på längden enligt Svensson et al. 2009, medan Brazil 2009 uppger 16–18 cm och väger11,2–26,4 gram. Den adulta hanen har i stora drag en olivfärgad till grågrön ovansida och gul undersida. Ryggen, vingpennornas kanter, underkropp och undre stjärttäckare är gula. Stjärtpennorna är svarta och vingpennorna olivfärgade. Honans färger är mattare och ryggsidan mera gråaktig än hanens. Även hanen blir under hösten mörkare. Juvenilen är mindre kontrastrik med en generellt brunare ovansida och ljusare och mindre gul undersida.
Huvudteckningen hos framförallt häckande hanar varierar beroende på underart, men även färgton på rygg och färg på strupen varierar. Att skilja underarterna åt kan vara mycket svårt, ibland omöjligt då flera underarter hybridiserar och underarterna även uppvisar klinala förändringar inom sitt utbredningsområde. Se vidare Underarter och dess morfologiska skillnader

## Utbredning och systematik
Gulärlan häckar i merparten av de tempererade delarna av Europa och Asien, förutom i ökenområden och på de nordligaste tundrorna i centrala Ryssland. I de varmare delarna av utbredningsområdet, som Västeuropa, är den en stannfågel medan populationerna i öster och norr är flyttfåglar och flyttar vintertid till Afrika och södra Asien. 

### Underarter och dess morfologiska skillnader

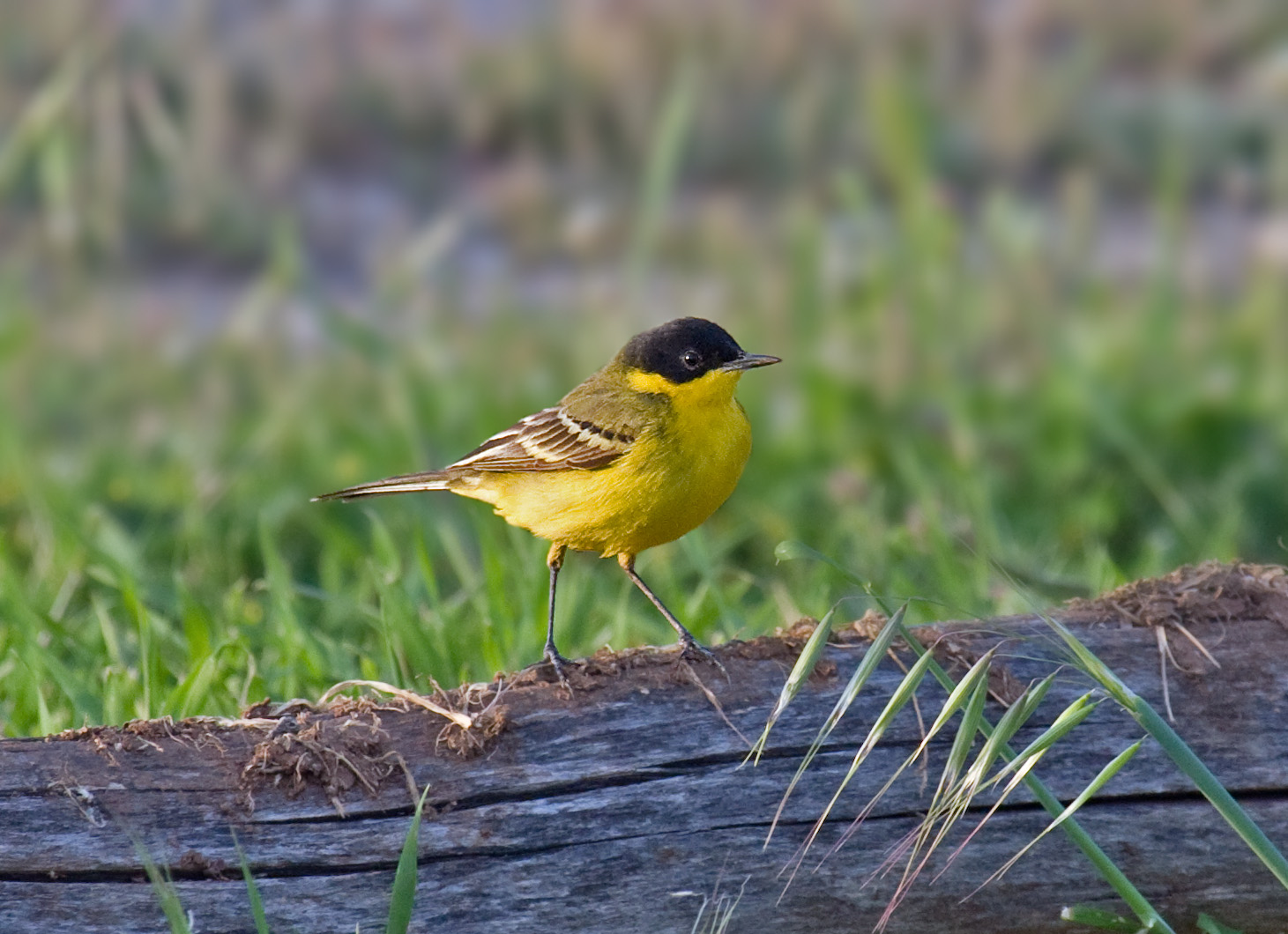
Exempel på hur svårt det kan vara att skilja underarterna åt. Detta är en hane - förmodligen en mörkhuvad thunbergi - vilka är mycket svåra att skilja från feldegg. På denna bild uppvisar denna individ en blågrå ton i nacken vilket feldegg inte gör, och de svarta sträcker sig inte så långt ned mot manteln.

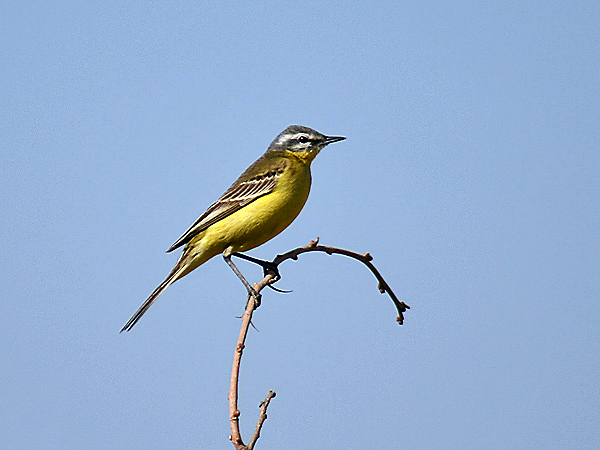
Hane M. f. beema vid Hodal i Faridabaddistriktet i Haryana, Indien.

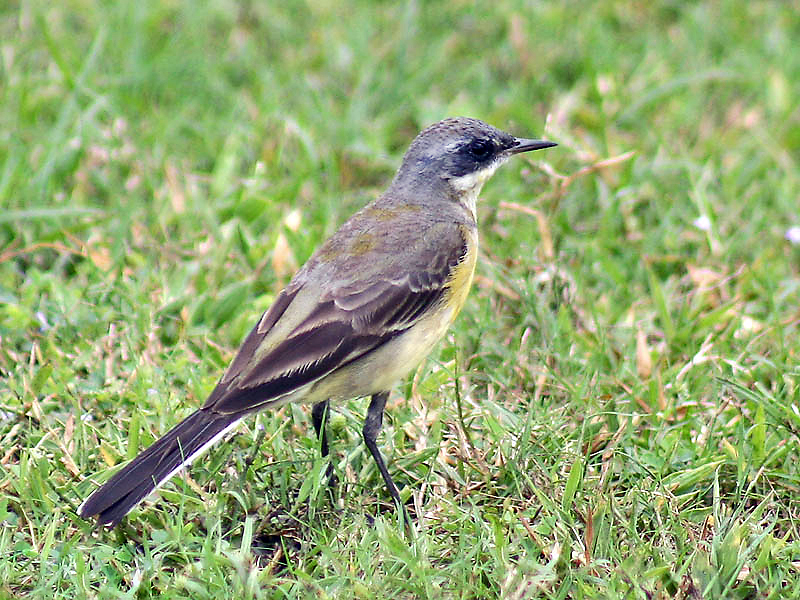
Hona M. f. melanogrisea i Kolkata, Västbengalen, Indien.

Gulärlans systematik och fylogeni är komplicerad. Den är utpräglat polytypisk och dussintals underarter har beskrivits vid olika tillfällen. Följande lista baseras på AviLists systematik från 2025 och beskrivningarna på Tyler 2004. Teckningen refererar till den adulta hanen om inget annat anges:
- Brittisk gulärla[6], Motacilla flava flavissima (Blyth, 1834) – häckar i Storbritannien och utmed kusterna av engelska kanalen. Övervintrar i Afrika. Gulgrönt huvud med ljusgult ögonbrynsstreck. Honorna uppenbart ljusare på undersidan än hanarna.
- Gulhuvad gulärla[6], Motacilla flava lutea (S.G.Gmel., 1774) – häckar från nedre Volgas avrinningsområde till Kazakstan. Övervintrar i Afrika och på Indiska subkontinenten. Gult huvud med grön nacke. Honan liknar en kraftfullare tecknad flava-hona.
- Nordlig gulärla[6], Motacilla flava thunbergi (Billb., 1828) – häckar från Skandinavien till nordvästra Sibirien. Övervintrar i Subsahariska Afrika, södra- och sydöstra Asien. Det mörkgråa på huvudet sträcker sig ned till kinderna och saknar vitt. Honans huvud är ljusare och matt grönaktig med ett rudimentärt grönaktigt ögonbrynsstreck.
- Sydlig gulärla[6], Motacilla flava flava (Linné, 1758) – nominatformen häckar från södra Skandinavien till Centraleuropa och Uralbergen. Övervintrar i Subsahariska Afrika. Har blågrått huvud med vitt ögonbrynsstreck. Sällsynt, men regelbundet, uppvisar hanar av denna underart istället svart huvud med bara en antydan till blågrå ton i nacken.[5] (se bild till höger)
- Motacilla flava beema (Sykes, 1832) – häckar norr om M. f. lutea, från Ryssland till västra Sibirien, norra Kazakstan och Altaj. Övervintrar i östra Afrika och Indien. Liknar flava men huvudet är ljusare grått, örontäckarna är matt vita. Könen är oftast lika.
- Motacilla flava iberiae (Hartert, 1921) – häckar i sydvästra Frankrike, på Iberiska halvön och i nordvästra Afrika. Övervintrar i norra och centrala Afrika. Liknar flava, men strupen är vit och det grå är mörkare, närmast svart bakom ögon.
- Motacilla flava cinereocapilla (Savi, 1831) – häckar i Italien, på Sicilien, Korsika, Sardinien och Slovenien. Övervintrar i västra och centrala Afrika. Liknar iberiae men saknar eller har bara rudimentärt ögonbrynsstreck.
- Motacilla flava pygmaea (A.E.Brehm, 1854) – stannfågel som häckar i Egypten, utefter Nilen och vid dess delta. Liknar cinereocapilla men mindre och mörkare.
- Svarthuvad gulärla[6], Motacilla flava feldegg inkl. melanogrisea (Michahelles, 1830) – häckar från Balkan till Turkiet, Irak, Iran och Afghanistan. Övervintrar i östra Afrika och södra Asien.
- Motacilla flava leucocephala (Przevalski, 1887) – häckar från nordvästra Mongoliet till nordvästra Kina och närliggande Ryssland. Övervintrar främst i Indien. Hanen liknar flava, men det gråa på huvudet är mycket ljust, nästan vitt. Honan liknar flava-honor, men huvudet är något mörkare.

I Sverige häckar gulärlan i hela landet. I södra Sverige, så långt norrut som till den biologiska norrlandsgränsen häckar underarten flava. I resten av landet häckar underarten thunbergi. Nominatformen M. f. flava och M. f. flavissima bildar en smal hybridzon i norra Frankrike. 

### Gulärlans relation tillberingärla
Tidigare kategoriserades östliga arten beringärlan som del av gulärla. Uppdelningen baseras på en djup genetisk klyfta  samt att beringärla verkar stå närmare citronärlan än västliga gulärlor. Olika genetiska analyser ger dock delvis motstridiga resultat och dräktkaraktärer går i flera fall på tvärs med genetiken. Skillnaderna i resultaten har tolkats så att mitokondrie-DNA:t visar spår av historisk hybridisering.
En tvistelinje är beringärlans underart plexa, som till utseendet är mycket likt thunbergi. Hos hane plexa är dock örontäckarna mörkare, hjässan ljusare och den har bara ett rudimentärt ögonbrynsstreck. Studier i västra Sibirien visar att fåglar som liknar thunbergi/plexa där bebor myrar, medan gulärletaxonet beema som förekommer i samma område håller till i våtmarksområden kring floder, vilket tyder på att de bör behandlas som skilda arter.

## Ekologi
Gulärlan liknar till levnadssättet sädesärlan, men den vistas inte så gärna nära mänsklig bebyggelse. Den är en insektsätare som mest uppträder i öppna biotoper. Arten häckar ofta nära vatten, exempelvis på blöt hagmark, betade fuktiga strandängar, i utkanten av våtmarker, på gräsig myrmark, högmossar och liknande. Den häckar även i ren jordbruksmiljö och lokalt i norr även på kalhyggen. Om hösten flyttar den i flock och rastar då gärna bland betande djur eller på åkermark. Stora höstflockar övernattar ibland i vassar, ibland uppemot 5000 individer. I norra Europa återvänder flyttande individer tidigare om våren än sädesärlan. Gulärlan är insektsätare men dess födoval är inte välkänt. Hos vissa populationer utgör fjädermyggor en stor del av födan men födovalet varierar kraftigt från bladlöss till trollsländor. Den högsta kända åldern är 8 år och 9 månader.

### Häckning

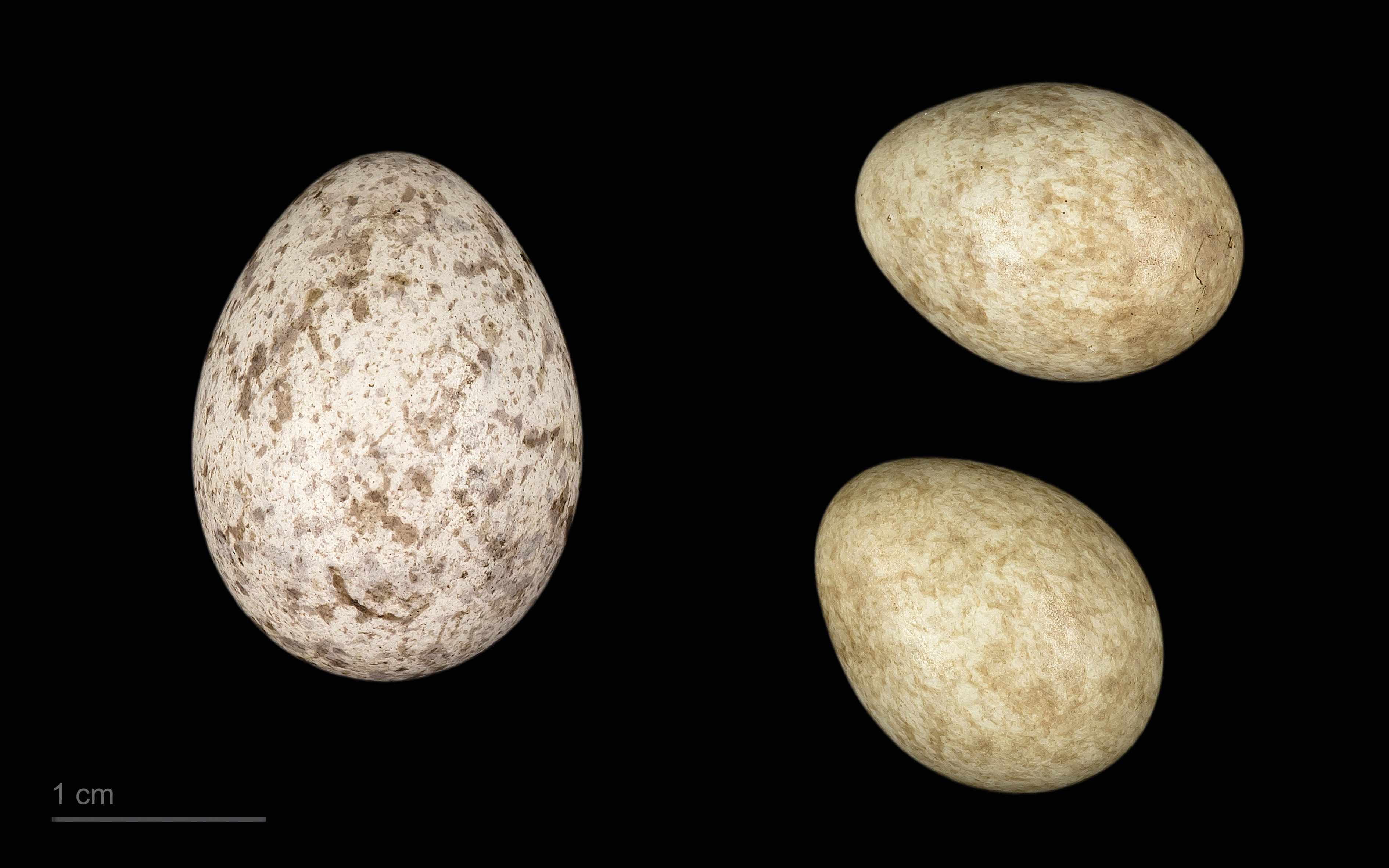
Cuculus canorus canorus + Motacilla flava

Den placerar sitt bo på marken, väl dolt i vegetationen som i en grästuva eller liknande. Det skålformade boet byggs av torrt gräs som fodras med hår, fjädrar och dylikt. Den lägger normalt 4-8 spräckliga ägg som mest ruvas av honan i 12–13 dagar. Båda föräldrarna tar hand om ungarna som lämnar boet efter 12–13 dagar men blir fullt flygga först efter ytterligare 4–5 dagar. I dess södra utbredningsområde förekommer två kullar per häckningssäsong.

## Gulärlan och människan

### Status och hot
Gulärlan har ett mycket stort utbredningsområde och en mycket stor global population som grovt uppskattas till mellan 48 400 000–168 000 000 individer. Den globala populationen minskar, men inte så mycket att arten bedöms som hotad utan BirdLife International kategoriserar gulärlan som livskraftig (LC).

#### Status i Sverige
En studie från mitten av 2000-talet uppskattade den totala gulärlepopulationen i Sverige till cirka 360 000 par och av detta utgjorde populationen av sydlig gulärla, flava cirka 15 000 par. Fram tills 2015 ansågs minskningen av populationen flava i Sverige vara så pass kraftig att taxonet kategoriseras som sårbar (VU) av ArtDatabanken, SLU. Främsta orsaken är habitatförstöring vilket beror på minskningen av häckningsbiotoper som betade fuktiga strandängar. Från och med 2015 års rödlista förs den återigen till kategorin livskraftig. Nordlig gulärla thunbergii har inte kategoriserats som hotad.

### Namn
Dialektalt i Västerbotten har gulärlan kallats trönuell.